# Olof Melén
Olof Fredrik Rudolf Melén, född den 24 november 1908 i Oskarshamn, död den 11 oktober 1989 i Stockholm, var en svensk jurist och ämbetsman.
Melén avlade studentexamen i Kristianstad 1927 och juris kandidatexamen vid Lunds universitet 1932. Han genomförde tingstjänstgöring i Gärds och Albo domsaga 1933–1935. Melén blev amanuens i statskontoret och riksräkenskapsverket 1936, tillförordnad sekreterare i arméförvaltningens sjukvårdsstyrelse 1941 och byråsekreterare i försvarets sjukvårdsförvaltning 1944. Han var förste kanslisekreterare i justitiedepartementet 1947–1952, byråchef där 1952–1961 och kansliråd 1961–1974. Melén var sekreterare i Sveriges statstjänstemannanämnd 1939–1946 och ledamot i Nämnden för internationella adoptionsfrågor 1973–1977. Han blev riddare av Nordstjärneorden 1956. Melén vilar i minneslunden på Bromma kyrkogård.